# Marciano Bernardes da Fonseca
Marciano Bernardes da Fonseca (Barbacena, 17 de novembro de 1859 — Santa Rita de Jacutinga, 23 de junho de 1946) foi um sacerdote católico que, pela sua vida de santidade, recebeu o status de Servo de Deus.

## Vida
Nascido no distrito de Desterro de Melo, Barbacena, filho de Antonio Bernardes da Fonseca e Florentina Cecília de Siqueira, Marciano Bernardo da Fonseca seguiu a vida religiosa, ordenando-se padre em 1887, assumindo, logo após ordenação, a posição de pároco da Paróquia de Santa Rita de Cássia, em Santa Rita de Jacutinga, onde permaneceu até sua morte, em 23 de junho de 1946.
Ao longo dos 58 anos e 8 meses em que passou à frente da Paróquia de Santa Rita de Cássia, ele acabou se revelando um pároco muito zeloso, exemplar e de espiritualidade muito forte. Viveu sempre muito próximo do povo, sua casa era muito frequentada pelas pessoas, e ele viveu dessa forma, um testemunho de caridade muito intenso. E, por ter batizado inúmeras crianças, sempre pedindo que o assumissem como padrinho, recebeu o hipocorístico carinhoso de Padrinho Vigário.
 “Ele foi conquistando o povo com sua espiritualidade, sua maneira simples de ser e pela sua maneira de ser engajado na vida social, econômica e política do povo, ajudando os pobres e também lutando pela emancipação do município, o que aconteceu dois anos antes de seu falecimento, em 1944.
 Sobre suas histórias, quanto mais se lê mais se descobre coisas espetaculares, e as que mais comovem, são as que recordam o cuidado e o amor do pároco pelos pobres e doentes.— Mons. Luiz Carlos de Paula.
O Padrinho Vigário construiu diversas capelas, entre elas a Capela do Santuário de Nossa Senhora Aparecida do Monte Calvário. Também ergueu a Santa casa de Misericórdia local, inaugurada em 18 de novembro de 1914. Homem de oração, zeloso pela liturgia, conhecedor da realidade do seu tempo e desejoso de melhorar a vida da paróquia, caridoso, acolhedor, missionário incansável, trabalhou incansavelmente pela emancipação de Santa Rita de Jacutinga, que ocorreu em 1944.
Durante as viagens do bispo de Juiz de Fora, dom Justino José de Santana, o Padrinho Vigário assumiu por diversas vezes o governo do bispado.
Faleceu em 23 de junho de 1946, ainda exercendo a função de Vigário da Matriz de Santa Rita.

## Servo de Deus
Em 2011, o arcebispo da Arquidiocese de Juiz de Fora, Dom Gil Antônio Moreira, concedeu autorização para a abertura dos trabalhos preliminares para o processo de beatificação e canonização de Monsenhor Marciano. Em função de sua conhecida vida em santidade e de diversos testemunhos de graças alcançadas por sua interseção, o Vaticano autorizou a sequência do processo de beatificação e canonização em 2014. Com a aprovação do pleito pela Congregação da Causa dos Santos, ele já é chamado Servo de Deus. 